# Coprophanaeus solisi
Coprophanaeus solisi är en skalbaggsart som beskrevs av Arnaud 1997. Coprophanaeus solisi ingår i släktet Coprophanaeus och familjen bladhorningar. Inga underarter finns listade i Catalogue of Life.